# Edyta Czerwonka
 Edyta Magdalena Czerwonka , z domu Błaszczak (ur. 23 lipca 1985 w Częstochowie) – polska koszykarka grająca na pozycjach rzucającej lub niskiej skrzydłowej. 
Przygodę z profesjonalną koszykówką rozpoczynała w Sosnowcu, w miejscowym Filarze, skąd przeniosła się do Warszawy, początkowo do SMS-u PZKosz, następnie, już jako studentka, do AZS UW. Ze stolicy koszykarskie losy zaprowadziły ją pod Wawel, gdzie w 2005 roku podpisała dwuletni kontrakt z Wisłą. Po epizodach w Łomiankach i Jeleniej Górze powróciła do Wisły w sezonie 2008/2009.
Edyta Czerwonka jest wicemistrzynią Europy U-20 (2005) oraz Mistrzynią Polski (2006).

## Po zakończeniu kariery
Od Września 2019 pracuje jako nauczycielka Wychowania Fizycznego w szkole "Akademeia High School" w Warszawie.

## Osiągnięcia
Na podstawie, o ile nie zaznaczono inaczej.
Drużynowe
- Mistrzyni Polski (2006)
- Brązowa medalistka mistrzostw Polski (2009)
- Zdobywczyni:
  - Pucharu Polski (2006, 2009)
  - Superpucharu Polski (2008)

Indywidualne
- Uczestniczka meczu gwiazd PLKK (2006)
- Liderka:
  - strzelczyń II ligi (2014)
  - w przechwytach II ligi (2014)

Reprezentacja
- Wicemistrzyni Europy U–20 (2005)
- Uczestniczka:
  - kwalifikacji do Eurobasketu:
    - 2007
    - U–16 (2001)

  - mistrzostw Europy:
    - U–20 (2004 – 6. miejsce, 2005)
    - U–18 (2002 – 6. miejsce)